# Red Sonja: Consumed
Red Sonja: Consumed es la novela debut de Gail Simone, publicada por primera vez en 2024 por Orbit Books. La historia sigue las aventuras de la heroína de espada y brujería de Marvel Comics/Dynamite Entertainment, Red Sonja, mientras lidia con una entidad sobrenatural asesina que emerge de la tierra y arrastra a sus víctimas desprevenidas a la muerte, así como con las consecuencias de su oscuro pasado en Hyrkania.

## Personajes
- Red Sonja: "La diablesa de Hyrkania"; una guerrera a sueldo que es la última miembro sobreviviente de su aldea después de una masacre tribal.
- Reina Ysidra: Ex prometida de Sonja, a quien Sonja le roba un valioso círculo con forma de áspid.
- Sylus Temptree: Un asesino que trabaja para Falcon, el criminal que le encargó a Sonja robar el círculo.

## Estilo
Red Sonja: Consumed está escrita en tercera persona y sigue las narrativas de varios personajes. Cada capítulo comienza con extractos de documentos, registros y poemas ficticios.

## Desarrollo
Simone dudaba en comenzar una novela en prosa completa, pero empezó con una idea para una historia corta, que se convirtió en uno de los primeros capítulos de la novela. Después de las reacciones positivas de los editores, desarrolló un esquema para la historia completa.
En 2025, Simone anunció que está trabajando en una segunda novela de la serie.

## Recepción
Publishers Weekly elogió el equilibrio entre violencia y humor de Simone, que «hace que su heroína se sienta simultáneamente más grande que la vida y profundamente humana». SFFWorld aplaudió la profundidad de la caracterización de Simone en la novela, que convierte a Sonja en «un personaje más detallado con matices que van más allá de la versión del cómic».